# Mantidactylus grandidieri
Mantidactylus grandidieri is een kikker uit de familie gouden kikkers (Mantellidae). De soort werd voor het eerst wetenschappelijk beschreven door François Mocquard in 1895. De soortaanduiding grandidieri is een eerbetoon aan Alfred Grandidier. Mantidactylus grandidieri komt endemisch voor op het Afrikaanse eiland Madagaskar.

## Uiterlijke kenmerken
Deze kikker wordt vaak verward met M. guttulatus, waar hij sterk op lijkt. Mantidactylus grandidieri heeft echter een egalere huid en kleinere schijfjes op de vingers en tenen. Volwassen kikkers bereiken een lichaamslengte van 75 tot 108 millimeter. Aan de bovenzijde is hij donkerbruin, de onderzijde is lichter gekleurd.

## Gedrag en leefwijze
Mantidactylus grandidieri leeft voornamelijk op het land en wordt meestal aangetroffen in de buurt van stromend water. Het is onbekend waar hij zijn eieren legt; er is nog weinig studie gedaan naar deze kikkersoort.

## Verspreiding en habitat

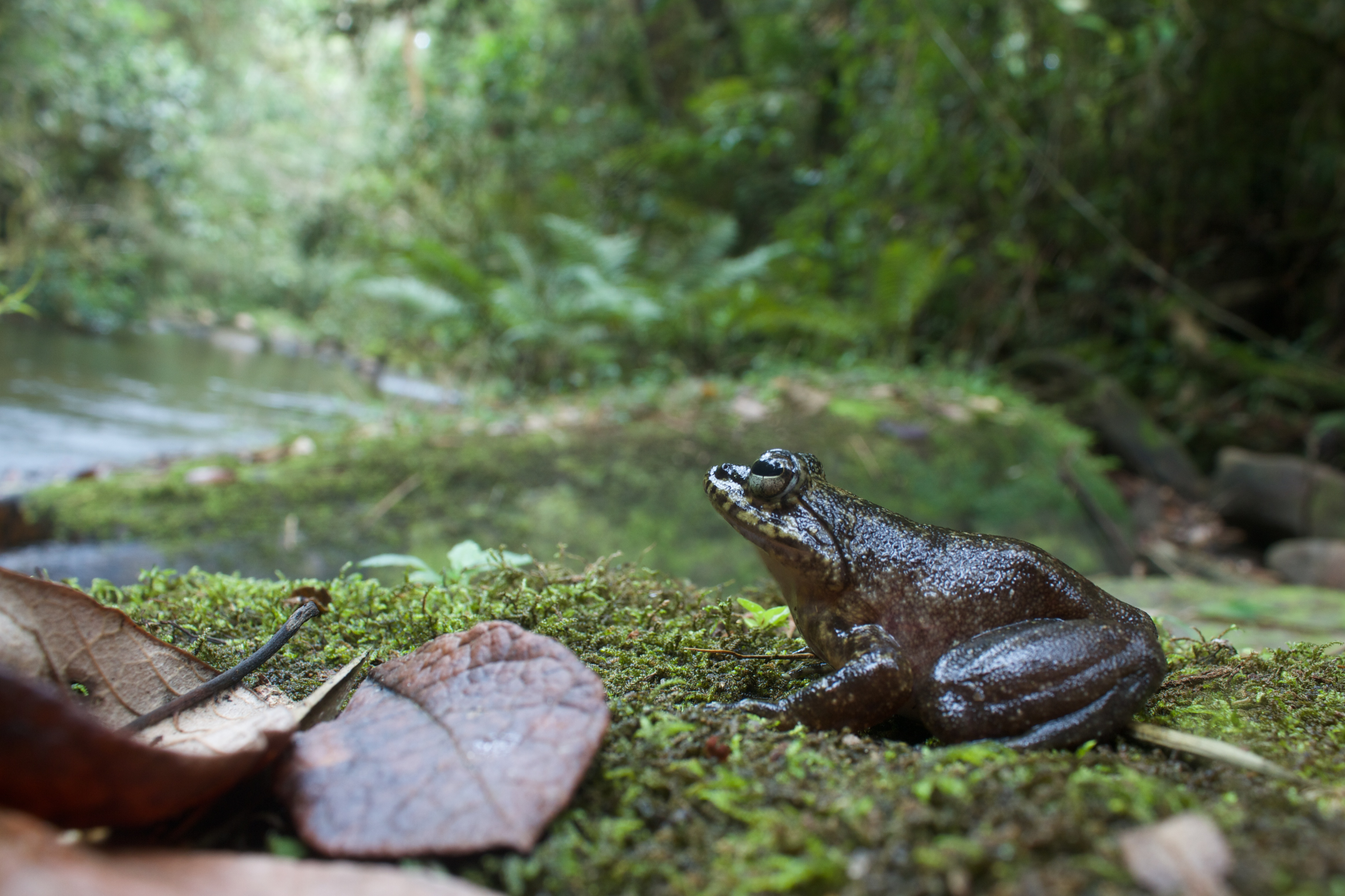
Mantidactylys grandidieri in zijn natuurlijke habitat

Mantidactylus grandidieri is endemisch in Madagaskar en is in een groot aantal locaties in het oosten en noordoosten van het eiland aangetroffen. Hij leeft in de buurt van rivieren en stroompjes in regenwouden of in open vlaktes in de buurt, tot op een hoogte van 1.500 meter boven de zeespiegel.

### Status
De soort gaat enigszins achteruit door vermindering van het leefgebied. Hij komt wel voor in een groot aantal beschermde reservaten. De soort is als 'niet bedreigd' (Least Concern) opgenomen op de Rode Lijst van de IUCN.